# Heinrich Christian Flick

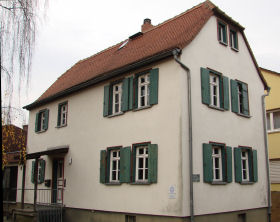
Das Pfarrhaus in Petterweil; Flick wirkte hier mit Unterbrechungen von 1812 bis 1854

Heinrich Christian Flick (* 26. April 1790 in Petterweil; † 19. März 1869 in Petterweil) war ein deutscher lutherischer Geistlicher und Freiheitskämpfer des Vormärz.

## Leben
Flick wurde als Sohn des Pfarrers Johann Henrich Flick und dessen Frau Susanna Catharine, geb. Appel, geboren. Er wuchs in Petterweil auf, einem Dorf in der Wetterau nördlich von Frankfurt am Main. Petterweil gehört heute zur Stadt Karben. Nach dem Abschluss der Schule begann er 1807 an der Universität Gießen Theologie zu studieren. Mit Beendigung des Studiums kehrte er in seinen Heimatort zurück, wurde zunächst Hauslehrer im benachbarten Nieder-Wöllstadt und übernahm 1812 die Pfarrstelle seines Vaters in der Petterweiler Martinsgemeinde. Er war verheiratet mit Christiana Friederike, geb. Drullmann (16. März 1801 – 6. September 1822), die im Kindbett verstarb.
In Gießen wurde er von den aufkeimenden Ideen des Liberalismus beeinflusst. Flick wurde ein Verfechter der Freiheitskriege gegen die napoleonische Herrschaft in Europa. Er veröffentlichte Reden, Liedtexte und Gedichte zur nationalen Einheit Deutschlands wie auch Predigten, in denen er seine sozialen Forderungen nach einer praktischen Nächstenliebe als christliches Gebot begründete. Mit diesen Predigten gilt Flick heute als einer der theologischen Vorläufer evangelischer Sozialbewegungen (Innere Mission), wie diese dann 1848 von Johann Hinrich Wichern als evangelische Antwort auf die sozialen Fragen des 19. Jahrhunderts ins Leben gerufen wurden.
Unter dem Eindruck der in Oberhessen aktiven Protagonisten des Vormärz und den nicht eingelösten Freiheitsrechten im Zuge der Restauration unter Fürst Metternich und der Wiederherstellung polizeilicher Obrigkeit und Willkür wurde er Mitglied der Wetterauer Gesellschaft, einer Vereinigung national und christlich gesinnter Männer, unter ihnen der Butzbacher Pfarrer Friedrich Ludwig Weidig, der gemeinsam mit Georg Büchner 1834 die Flugschrift Der Hessische Landbote verfasste. Politischer Wendepunkt Flicks wurde indes das Blutbad von Södel im September 1830 in der Wetterau.
Im Zusammenhang mit dem Frankfurter Wachensturm von 1833 wurde Flick am 23. April 1835 als Mitverdächtiger verhaftet, wenngleich er nachweislich nicht daran teilgenommen hatte. Sein Name wurde jedoch im Kreis der Aufständischen gefunden, zudem fand man belastende Schriften in seinem Hühnerstall in Petterweil. Nach mehrjähriger Untersuchungshaft in Gefängnissen in Friedberg (Hessen), Gießen und Darmstadt wurde Flick am 8. Dezember 1838 in Gießen vom Großherzoglichen Hofgericht der Provinz Oberhessen wegen Hochverrats zu einer achtjährigen Zuchthausstrafe verurteilt, jedoch bereits am 7. Januar 1839 mit demütigenden und ruinösen Auflagen begnadigt. Des Weiteren wurde ihm der Pfarrdienst untersagt, wenn auch Flick bis 1839 kirchenrechtlich die Petterweiler Pfarrstelle innehatte.
Das Großherzogliche Hofgericht in Gießen sprach Flick im Prozess 1838 folgender Vergehen für schuldig:
- Kenntnis und Vorbereitung hochverräterischer Unternehmen, besonders des Frankfurter Aufstandes.
- Bereitstellung seines Hauses zu Versammlungen und Beratungen, die sich auf hochverräterische Unternehmen bezogen.
- Besorgung von Einladungen zu diesen Versammlungen an Dr. Breidenstein zu Homburg durch den Mittelsmann Johannes Lenhart aus Petterweil.
- Persönliche Überbringung eines Briefes von Dr. Gärth an Pfarrer Weidig nach Butzbach im Februar 1838.
- Bewilligung von Obdach und Unterhalt an politische Flüchtlinge in seinem Haus.
- Abfassung und heimlichen Druckauftrag von aufrührerischen Flugschriften, die auch Majestätsbeleidigungen enthielten.
- Abfassung von aufwieglerischen Aufrufen an die Wahlmänner im Jahr 1834.
- Planung der Befreiung von politischen Gefangenen, die sich 1834/35 in Friedberg in Haft befanden, durch Bestechung eines Soldaten und mittels nachgemachter Gefängnisschlüssel.

Er ist im Schwarzen Buch der Frankfurter Bundeszentralbehörde (Eintrag Nr. 431) festgehalten.
Das Pfarrhaus Flick in Petterweil war ab 1832 u. a. ein lokal ausgewiesener Treffpunkt der politischen Protagonisten des Vormärz in der Wetterau. Nach dem Hambacher Fest wird es zu einem politisch brisanten Ort, der nicht mehr als sicher galt. Ab 1834 wurden diese Treffen in Friedberg in der Apotheke von Theodor Trapp abgehalten. Dort wurde die Befreiung des im Friedberger Kerker einsitzenden Studenten Karl Minnigerode organisiert. Minnigerode wurde in Gießen mit Exemplaren des Hessischen Landboten erwischt. Die Bestechung der Wärter gelang, doch Minnigerode war aufgrund seiner im Kerker zugefügten Gebrechlichkeit nicht mehr in der Lage zu fliehen. Am 1. März 1835 floh Georg Büchner, am 23. April wurden Flick, Weidig und andere eingekerkert.
Vor dem Hintergrund der Märzrevolution und der revolutionären Ereignisse von 1848 in der Frankfurter Paulskirche wurde Flick politisch erneut aktiv. Er erwog eine Kandidatur zur Frankfurter Nationalversammlung, verzichtete jedoch zugunsten des Darmstädter Advokaten Jacob Ludwig Theodor Reh, des ehemaligen Rechtsbeistandes von Ludwig Weidig. Flicks Verzicht auf eine Kandidatur wurde durch eine politische Intrige erzwungen. Im Frankfurter Journal wurde ihm in einem anonymen Artikel Verrat der politischen Ideale und – durch Geständnisse während seiner Haftzeit – eine Mitschuld am Tod Weidigs vorgeworfen. Sollte Flick seine Kandidatur weiter betreiben, so erfolge eine Veröffentlichung seiner Gerichtsakten.
In einer Gegendarstellung, datiert vom 5. Mai 1848, im Frankfurter Journal widersprach Flick diesen Anwürfen. Für den Tod Weidigs seien allein der Untersuchungsrichter Konrad Georgi und dessen Methoden verantwortlich gewesen, nicht seine (Flicks) Geständnisse, die unter Androhung schwerster Folter zustande gekommen seien. Die gegen Flick betriebene Intrige wurde indes dem Advokaten Reh als Urheber angelastet. In Kenntnis der Gerichtsakten und des politischen Karrierehandelns von Reh unterstellte Flick dem einstigen Rechtsbeistand Weidigs wiederum politischen Opportunismus. Reh habe in den Wirtshäusern im Wahlbezirk Offenbach am Main „je im Sinne der Anwesenden gesprochen“, so Flick.
Im Juli 1848 organisierte Flick in seinem Heimatdorf Petterweil eine öffentliche Versammlung unter freiem Himmel auf der Bauchwiese mit dem Abgeordneten Robert Blum. Diese Petterweiler „Bauchwiesen-Rede“ Blums stieß in der Wetterau wie in Oberhessen und im Vogelsberg auf eine große politische Resonanz. Es war Blums letzte öffentliche Rede in Deutschland. Im November desselben Jahres wurde er in Wien standrechtlich erschossen. Heute erinnert ein Gedenkstein an die Rede Blums in Petterweil.
Auf Betreiben der Petterweiler Pfarrgemeinde durfte Flick 1849 wieder provisorisch in den Pfarrdienst eintreten, den er bis 1854 mit vollen Gehaltsbezügen in Petterweil ausübte. Eine vollständige politische Rehabilitation blieb ihm indessen versagt. Bereits 1850 wurde gegen Flick eine kirchliche Disziplinaruntersuchung eingeleitet und 1851 die Verwaltung der Pfarrstelle verwehrt. Seine endgültige Entfernung aus dem Pfarrdienst wurde 1854 angeordnet. Flick bestritt danach seinen Lebensunterhalt als Landwirt. Sein Haus brachte er 1866 in eine Armen- und Krankenstiftung zu Petterweil ein. Er starb mit nicht ganz 79 Jahren am 19. März 1869 in Petterweil.

## Reden
- 1815: Rede am 18ten October 1815: als am zweiten Jahrestage der für Teutschlands Befreiung entscheidenden Völkerschlacht bei Leipzig und dem durch dieselbe auf diesen Tag begründeten teutschen Nationalfeste (Text; PDF; 5,5 MB)